# Allan Starski
Allan Starski (Varsóvia, 1 de janeiro de 1943) é um decorador de arte polonês. Venceu o Oscar de melhor direção de arte na edição de 1994 por Schindler's List, ao lado de Ewa Braun.